# Twaraina
Twaraina es un género de foraminífero bentónico de la subfamilia Rhapydionininae, de la familia Rhapydioninidae, de la superfamilia Alveolinoidea, del suborden Miliolina y del orden Miliolida. Su especie-tipo es Twaraina seigliei. Su rango cronoestratigráfico abarca el Mioceno medio.

## Clasificación
Twaraina incluye a la siguiente especie:
- Twaraina seigliei †